# Bálnák, ki a partra
A Bálnák, ki a partra a Kispál és a Borz hatodik stúdióalbuma, amely 1997-ben jelent meg.

## Kompozíció
Lovasi András egy interjúban így nyilatkozott az album témavilágáról: „[a] magyarok »tenger-érzéséről« szól, távoli tájakról, pálmafákról – persze, nem ilyen banálisan. Ezek inkább dalok, de nem visszatérés a korai önmagunkhoz, hanem megint valami új.” Az énekes-szövegíró ezt mondta a lemez koncepciójáról: „Valójában arra voltunk kíváncsiak, hogy az olyan jól bevált toposzok hogy hatnak a Kispál és a Borztól, mint száguldás, Porsche, vízpart meg nők, amelyek rögvest slágerízűvé tesznek egy dalt.” Marton László Távolodó megfogalmazása szerint az album tematikája a „szerelem – napfény – örök ifjúság triumvirátus” köré szerveződik.
Az album zenei világáról Lovasi elmondta: „Annyiban folytatása ez a zene a legutolsó Ül című albumunknak, hogy többször is három, sőt hatszólamú  vokált használunk.”

## Megjelenése
1997. március 15-én jelent meg a Kicsit című maxi CD a lemez beharangozójaként. A Bálnák, ki a partra 1997. március 21-én került forgalomba. A megjelenést követően országos turné keretében mutatták be a közönségnek. Az album a megjelenése utáni három nap alatt mintegy háromezer példányban kelt el.

## Fogadtatása
Mészáros B. Endre, az Új Dunántúli Napló kritikusa szerint a Bálnák, ki a partra a zenekar minden korábbi albumánál megkomponáltabb. Mészáros így írt az anyagról: „A lemezen […] sokkal melodikusabb, könnyedebb minden a szokásosnál, mi több, időnként vokált énekelnek, s még megdöbbentőbb, hogy minden dalban refrén is van. Egyszóval vízparti boldogság az egész, néhány jól bevált Lovasi klisével a szövegben, mint például, Nap, Hold, hajó, fröcsölés és fröccsözés.” A Magyar Narancs kritikusa, Marton László Távolodó pozitívan írt az albumról, és a zenekar várható sikereire utalva így fogalmazott: „Ez az év a Kispáléké lesz, tulajdonképpen már az is.”
A lemez 1998-ban jelölést kapott az Arany Zsiráf díjra az év hazai albumának kategóriájában.

## Számok
1. 0 óra 2 perc
2. A homlokom hozzád nyomom
3. Emese (a Lusta Kígyó gyógyszertárban)
4. Keringő
5. Egyedül járok
6. A magyarság tengerérzése
7. Nyár volt, s a blúzát a szél…
8. Házibuli Debrecenben
9. Disznók tánca
10. Pistike (a Malév-gépen)
11. Kifordult belsők közt
12. Zár az égbolt
13. Minden száj nyitva áll

## Közreműködők
- Lovasi András – ének, basszusgitár
- Kispál András – szólógitár
- Tóth „Csülök” Zoltán – dob
- Dióssy D. Ákos – billentyűs hangszerek, vokál
- Vittay Ferenc – gitár, vokál